# Liste der Naturdenkmale im Kreis Viersen
Die Liste der Naturdenkmäler im Kreis Viersen nennt die Naturdenkmäler in den Städten und Gemeinden im Kreis Viersen in Nordrhein-Westfalen.

## Naturdenkmäler im Innenbereich/Geltungsbereich von Bebauungsplänen
Im Oktober 2018 waren diese Naturdenkmäler im Innenbereich/Geltungsbereich von Bebauungsplänen verordnet.

### Brüggen
Naturdenkmäler in der Gemeinde Brüggen.
| Bild            | Nr.  | Bezeichnung                  | Gemarkung | Lage                                                                             | Beschreibung |
| --------------- | ---- | ---------------------------- | --------- | -------------------------------------------------------------------------------- | ------------ |
| Bild gesucht BW | 1.01 | 1 Rotbuche (Fagus sylvatica) | Brüggen   | Vor dem Eingang des Hauses Burgwall 5 in Brüggen 51° 14′ 25,9″ N, 6° 11′ 12,8″ O |              |

### Grefrath
Naturdenkmäler in der Gemeinde Grefrath. 51,343910, 6,364108
| Bild                                                                                  | Nr.  | Bezeichnung                                 | Gemarkung | Lage                                                                        | Beschreibung |
| ------------------------------------------------------------------------------------- | ---- | ------------------------------------------- | --------- | --------------------------------------------------------------------------- | ------------ |
| Naturdenkmal 2.01 - Blutbuche in der Parkanlage des Klosters in Mülhausen in Grefrath | 2.01 | 1 Blutbuche (Fagus sylvatica ‘Atropunicea‘) | Mülhausen | in der Parkanlage des Klosters in Mülhausen 51° 20′ 38,1″ N, 6° 21′ 50,8″ O |              |

### Kempen
Naturdenkmäler in der Stadt Kempen.
| Bild                                                                                            | Nr.  | Bezeichnung                   | Gemarkung | Lage                                                                                        | Beschreibung |
| ----------------------------------------------------------------------------------------------- | ---- | ----------------------------- | --------- | ------------------------------------------------------------------------------------------- | ------------ |
| Naturdenkmal 3.02 Kreis VIE: ND 3.02 Kreis VIE Winterlinde am Hagelkreuz in Kempen              | 3.02 | 1 Winterlinde (Tilia cordata) | Kempen    | Am Hagelkreuz an der Kreuzung Kerkener Straße/Terwelpstraße 51° 22′ 12,8″ N, 6° 24′ 56,3″ O |              |
| ND 3.04 - Stieleiche an der Rheinstraße 20 in Tönisberg                                         | 3.04 | 1 Stieleiche (Quercus robur)  | Tönisberg | an der Rheinstraße 20 in Tönisberg 51° 24′ 46,2″ N, 6° 30′ 13,5″ O                          |              |
| Naturdenkmal 3.05 Kreis VIE: Esche in der Grünanlage zwischen Burgring und Burganlage in Kempen | 3.05 | 1 Esche (Fraxinus excelsior)  | Kempen    | in der Grünanlage zwischen Burgring und Burganlage in Kempen 51° 22′ 1,6″ N, 6° 25′ 17″ O   |              |

### Nettetal
Naturdenkmäler in der Stadt Nettetal.
| Bild                                                                                                   | Nr.  | Bezeichnung                                 | Gemarkung     | Lage | Beschreibung |
| --- | ---- | ------------------------------------------- | ------------- | --- | ------------ |
| Bild gesucht BW                                                                                        | 4.02 | 1 Blutbuche (Fagus sylvatica ‘Atropunicea‘) | Kaldenkirchen | auf dem Grundstück Bahnhofstr. 2 in Kaldenkirchen 51° 19′ 31,5″ N, 6° 12′ 9,1″ O                                    |              |
| Bild gesucht BW                                                                                        | 4.03 | 1 Mammutbaum (Sequoiadendron giganteum)     | Kaldenkirchen | in der Grünanlage an der Stadtmauer hinter der evangelischen Kirche in Kaldenkirchen 51° 19′ 9,8″ N, 6° 11′ 50,3″ O |              |
| Bild gesucht BW                                                                                        | 4.06 | 1 Mammutbaum (Sequoiadendron giganteum)     | Breyell       | im Garten des Hauses Lobbericher Straße 19 in Breyell 51° 17′ 49,6″ N, 6° 14′ 56,8″ O                               |              |
| Naturdenkmal 4.08 Kreis VIE: Winterlinde vor dem Haus Süchtelner Straße 30 in Lobberich                | 4.08 | 1 Winterlinde (Tilia cordata)               | Lobberich     | vor dem Haus Süchtelner Straße 30 in Lobberich 51° 18′ 21,9″ N, 6° 16′ 51,4″ O                                      |              |
| Naturdenkmal 4.11 Kreis VIE: Atlaszeder im Garten der Villa Selbach an der Niedieckstraße in Lobberich | 4.11 | 1 Atlaszeder (Cedrus atlantica)             | Lobberich     | im Garten der Villa Selbach an der Niedieckstraße in Lobberich 51° 18′ 34,9″ N, 6° 16′ 38,3″ O                      |              |
| Naturdenkmal 4.11 Kreis VIE: Blutbuche im Garten der Villa Selbach an der Niedieckstraße in Lobberich  | 4.12 | 1 Blutbuche (Fagus sylvatica ‘Atropunicea‘) | Lobberich     | im Garten der Villa Selbach an der Niedieckstraße in Lobberich 51° 18′ 34,9″ N, 6° 16′ 40,8″ O                      |              |
| Naturdenkmal 4.11 Kreis VIE: Rotbuche im Garten der Villa Selbach an der Niedieckstraße in Lobberich   | 4.13 | 1 Rotbuche (Fagus sylvatica)                | Lobberich     | im Garten der Villa Selbach an der Niedieckstraße in Lobberich 51° 18′ 34,9″ N, 6° 16′ 43″ O                        |              |
| Bild gesucht BW                                                                                        | 4.15 | 1 Mammutbaum (Sequoiadendron giganteum)     | Breyell       | im Garten des Hauses Leutherheide 32 in Breyell–Leutherheide 51° 18′ 36,8″ N, 6° 14′ 11,1″ O                        |              |
| Bild gesucht BW                                                                                        | 4.17 | 1 Blutbuche (Fagus sylvatica ‘Atropunicea‘) | Breyell       | nördlich des Hauses Vorbruch 60c in Breyell 51° 17′ 23,4″ N, 6° 14′ 19,9″ O                                         |              |
| Bild gesucht BW                                                                                        | 4.19 | 1 Silberahorn (Acer saccharinum)            | Breyell       | nördlich des Hauses Vorbruch 60c in Breyell 51° 17′ 23,3″ N, 6° 14′ 19,7″ O                                         |              |
| Bild gesucht BW                                                                                        | 4.20 | 1 Blutbuche (Fagus sylvatica ‘Atropunicea‘) | Breyell       | in der Gartenanlage des Hauses Josefstr. 49 in Breyell 51° 17′ 46″ N, 6° 14′ 40,9″ O                                |              |
| Bild gesucht BW                                                                                        | 4.21 | 1 Blutbuche (Fagus sylvatica ‘Atropunicea‘) | Breyell       | in der Gartenanlage nördlich des Hauses Furth 8 in Breyell 51° 16′ 57,4″ N, 6° 14′ 22,8″ O                          |              |

### Niederkrüchten
Naturdenkmäler in der Gemeinde Niederkrüchten.
| Bild            | Nr.  | Bezeichnung                             | Gemarkung      | Lage | Beschreibung |
| --------------- | ---- | --------------------------------------- | -------------- | --- | ------------ |
| Bild gesucht BW | 5.01 | 1 Winterlinde (Tilia cordata)           | Elmpt          | am Haupteingang des RAF-Flugplatzes an der B 230 in Elmpt 51° 12′ 31,5″ N, 6° 7′ 56,5″ O                     |              |
| Bild gesucht BW | 5.02 | 1 Eibe (Taxus baccata)                  | Elmpt          | westlich des Hauses Elmpt in einer Parkanlage an der Heinrichstraße 6 in Elmpt 51° 12′ 43″ N, 6° 9′ 50,3″ O  |              |
| Bild gesucht BW | 5.03 | 1 Eibe (Taxus baccata)                  | Elmpt          | am Haus Poststraße 9 in Elmpt 51° 12′ 45,6″ N, 6° 10′ 4,8″ O                                                 |              |
| Bild gesucht BW | 5.05 | 1 Rosskastanie (Aesculus hippocastanum) | Niederkrüchten | an der katholischen Kirche St. Bartholomäus in Niederkrüchten 51° 11′ 55″ N, 6° 13′ 11,6″ O                  |              |
| Bild gesucht BW | 5.06 | 1 Mammutbaum (Sequoiadendron giganteum) | Niederkrüchten | in der Gartenanlage des Wohnhauses Mittelstraße 122 (B221) / An Felderhausen 51° 11′ 47,7″ N, 6° 13′ 11,6″ O |              |
| Bild gesucht BW | 5.07 | 1 Esskastanie (Castanea sativa)         | Niederkrüchten | im Garten der Häuser Parkstraße 3 und 5 in Niederkrüchten 51° 11′ 56,6″ N, 6° 13′ 15,3″ O                    |              |
| Bild gesucht BW | 5.08 | 1 Stieleiche (Quercus robur)            | Niederkrüchten | in einer Rasenfläche an der Dr.-Bäumker-Straße 51° 11′ 52,9″ N, 6° 13′ 2,2″ O                                |              |

### Schwalmtal
Naturdenkmäler in der Gemeinde Schwalmtal.
| Bild            | Nr.  | Bezeichnung                                  | Gemarkung | Lage | Beschreibung |
| --------------- | ---- | -------------------------------------------- | --------- | --- | ------------ |
| Bild gesucht BW | 6.03 | 1 Fächerblattbaum (Ginkgo biloba)            | Waldniel  | in der Parkanlage des Hauses Bethanien "Haus Maria im Klee" in Waldniel 51° 12′ 39,6″ N, 6° 16′ 23,5″ O                   |              |
| Bild gesucht BW | 6.04 | 3 Mammutbäume (Sequoiadendron giganteum)     | Waldniel  | am Haus Ungerather Straße 9 – Haus Bethanien in der Parkanlage des Hauses "Maria im Klee" 51° 12′ 39,4″ N, 6° 16′ 19,2″ O |              |
| Bild gesucht BW | 6.05 | 2 Blutbuchen (Fagus sylvatica ‘Atropunicea‘) | Waldniel  | auf dem evangelischen Friedhof am Häsenberg in Waldniel 51° 12′ 52,2″ N, 6° 16′ 4,1″ O                                    |              |
| Bild gesucht BW | 6.06 | 1 Blutbuche (Fagus sylvatica ‘Atropunicea‘)  | Amern     | an der katholischen Kirche St. Anton an der Polmannstraße (K 20) in St. Anton 51° 14′ 1″ N, 6° 14′ 19,1″ O                |              |
| Bild gesucht BW | 6.07 | Kastanienallee (Aesculus hippocastanum)      | Waldniel  | Kastanienallee im Bereich zwischen Ungerather Straße und der B 230 im Ortsteil Waldniel 51° 11′ 56″ N, 6° 16′ 55,2″ O     |              |
| Bild gesucht BW | 6.08 | 1 Robinie (Robinia pseudoacacia)             | Amern     | auf dem katholischen Friedhof im Ortsteil Amern-St. Anton 51° 14′ 1,3″ N, 6° 14′ 19,3″ O                                  |              |
| Bild gesucht BW | 6.09 | 1 Esche (Fraxinus excelsior)                 | Amern     | auf dem katholischen Friedhof im Ortsteil Amern-St. Anton 51° 14′ 0,6″ N, 6° 14′ 17,9″ O                                  |              |
| Bild gesucht BW | 6.10 | 3 Linden (Tilia cordata)                     | Amern     | auf dem katholischen Friedhof im Ortsteil Amern-St. Anton 51° 14′ 1″ N, 6° 14′ 18,6″ O                                    |              |

### Tönisvorst
Naturdenkmäler in der Stadt Tönisvorst.
| Bild                                                       | Nr.  | Bezeichnung             | Gemarkung | Lage                                                                  | Beschreibung |
| ---------------------------------------------------------- | ---- | ----------------------- | --------- | --------------------------------------------------------------------- | ------------ |
| ND 7.01 - Zwei Eiben auf dem Eduard-Heinkes-Platz in Vorst | 7.01 | 2 Eiben (Taxus baccata) | Vorst     | auf dem Eduard-Heinkes-Platz in Vorst 51° 18′ 11,9″ N, 6° 25′ 43,1″ O |              |

### Viersen
Naturdenkmäler in der Stadt Viersen.
| Bild                                                                                   | Nr.  | Bezeichnung                                 | Gemarkung | Lage | Beschreibung |
| -------------------------------------------------------------------------------------- | ---- | ------------------------------------------- | --------- | --- | ------------ |
| ND 8.03 - Stieleichen an der Kaisermühle in Viersen                                    | 8.03 | 3 Stieleichen (Quercus robur)               | Viersen   | an der Kaisermühle in Viersen 51° 15′ 30,8″ N, 6° 22′ 42,2″ O                                               |              |
| Bild gesucht BW                                                                        | 8.04 | 1 Stieleiche (Quercus robur)                | Viersen   | am Kriegerehrenmal an der Bebericher Straße in Viersen 51° 14′ 9,7″ N, 6° 23′ 21,6″ O                       |              |
| Bild gesucht BW                                                                        | 8.08 | 1 Winterlinde (Tilia cordata)               | Boisheim  | an der Luzienkapelle an der Kapellenstraße in Boisheim 51° 16′ 15,6″ N, 6° 16′ 25,8″ O                      |              |
| Bild gesucht BW                                                                        | 8.10 | 1 Blutbuche (Fagus sylvatica ‘Atropunicea‘) | Dülken    | im Garten des Hauses Theodor-Frings-Allee 8 in Dülken 51° 15′ 3,3″ N, 6° 19′ 49,7″ O                        |              |
| Bild gesucht BW                                                                        | 8.11 | 1 Blutbuche (Fagus sylvatica ‘Atropunicea‘) | Viersen   | im Casinogarten in der Nähe des Ausganges Lindenstraße in Viersen 51° 15′ 25,9″ N, 6° 23′ 32,3″ O           |              |
| ND 8.12 - Mammutbaum in der Parkanlage des Rheinischen Landeskrankenhauses in Süchteln | 8.12 | 1 Mammutbaum (Sequoiadendron giganteum)     | Süchteln  | in der Parkanlage des Rheinischen Landeskrankenhauses in Süchteln 51° 17′ 39,1″ N, 6° 20′ 49,9″ O           |              |
| Bild gesucht BW                                                                        | 8.13 | 1 Stieleiche (Quercus robur)                | Viersen   | Auf einer kleinen Grünfläche neben einem Bauernhof an der Bockerter Str. 60 51° 14′ 11,8″ N, 6° 23′ 13,1″ O |              |
| Bild gesucht BW                                                                        | 8.14 | 1 Winterlinde (Tilia cordata)               | Viersen   | im hinteren Gartenbereich des Hauses Pittenberg 12a 51° 14′ 40,6″ N, 6° 23′ 42,7″ O                         |              |
| Bild gesucht BW                                                                        | 8.16 | 1 Blutbuche (Fagus sylvatica ‘Atropunicea‘) | Viersen   | Königsallee 51 im hinteren Garten des Wohngebäudes 51° 15′ 16″ N, 6° 23′ 39″ O                              |              |
| Bild gesucht BW                                                                        | 8.17 | 1 Blutbuche (Fagus sylvatica ‘Atropunicea‘) | Viersen   | Lichtenberg 41 im hinteren Garten des Wohngebäudes 51° 14′ 50,7″ N, 6° 23′ 1,5″ O                           |              |

### Willich
Naturdenkmäler in der Stadt Willich.
| Bild                                                                            | Nr.  | Bezeichnung                                 | Gemarkung  | Lage                                                                                     | Beschreibung |
| ------------------------------------------------------------------------------- | ---- | ------------------------------------------- | ---------- | ---------------------------------------------------------------------------------------- | ------------ |
| ND 9.01 - Eibe auf dem Parkplatz des Hauses Hauptstraße 109 in Neersen          | 9.01 | 1 Eibe (Taxus baccata)                      | Neersen    | auf dem Parkplatz des Hauses Hauptstraße 109 in Neersen 51° 15′ 16,7″ N, 6° 28′ 52,6″ O  |              |
| ND 9.02 - Eiche am Minoritenplatz, Ecke Eichenweg in Neersen                    | 9.02 | 1 Eiche (Quercus robur)                     | Neersen    | am Minoritenplatz, Ecke Eichenweg in Neersen 51° 15′ 5,4″ N, 6° 28′ 46,2″ O              |              |
| ND 9.04 - Blutbuche in der Parkanlage des Gymnasiums St. Bernhard in Schiefbahn | 9.04 | 1 Blutbuche (Fagus sylvatica ‘Atropunicea‘) | Schiefbahn | in der Parkanlage des Gymnasiums St. Bernhard in Schiefbahn 51° 14′ 46″ N, 6° 31′ 9,8″ O |              |

## Naturdenkmäler im Landschaftsplanbereich
Das Kreisgebiet soll künftig durch die drei Landschaftspläne „Grenzwald/Schwalm“, „Süchtelner Höhen/Nette“ und  „Niers/Willicher und Kempener Lehmplatten“ abgedeckt werden.
Der im Jahr 2021 vorliegende Entwurf des Landschaftsplans „Grenzwald/Schwalm“ sieht diese Naturdenkmäler vor. Die vorgesehene Schutzausweisung soll der Erhaltung von Einzelschöpfungen der Natur als Landschaftselemente von besonderer Schönheit und der Erhaltung der Landschaftselemente als landeskundliche Zeugnisse dienen.
| Bild            | Nr.  | Bezeichnung                     | Stadt/Gemeinde | Gemarkung      | Lage | Beschreibung |
| --------------- | ---- | ------------------------------- | -------------- | -------------- | --- | ------------ |
| Bild gesucht BW | ND01 | 2 Rotbuchen (Fagus sylvatica)   | Brüggen        | Bracht         | vor dem Wohnhaus Stevensend 6 im Ortsteil Bracht 51° 18′ 0,4″ N, 6° 11′ 16,8″ O                                                                                  |              |
| Bild gesucht BW | ND02 | 1 Stieleiche (Quercus robur)    | Brüggen        | Bracht         | auf einer Grünlandfläche nördlich der Kreuzung B 221/Brüggener Straße 51° 16′ 7,5″ N, 6° 11′ 12,7″ O                                                             |              |
| Bild gesucht BW | ND05 | 2 Rotbuchen (Fagus sylvatica)   | Niederkrüchten | Elmpt          | am westlichen Wegrand der II. Bahn, ca. 200 m nördlich der Wegekreuzung Alte Zollstraße/II. Bahn im Elmpter Wald 51° 13′ 8,4″ N, 6° 6′ 41″ O                     |              |
| Bild gesucht BW | ND07 | 1 Esskastanie (Castanea sativa) | Niederkrüchten | Niederkrüchten | südlich des Ortsteiles Niederkrüchten am Haus Erkelenzer Str. 69 an der L 126 51° 11′ 33,1″ N, 6° 13′ 41,4″ O                                                    |              |
| Bild gesucht BW | ND03 | 1 Winterlinde (Tilia cordata)   | Schwalmtal     | Amern          | auf einer Grünfläche vor dem Hof Schellerbaum 16 51° 14′ 42,1″ N, 6° 15′ 11,3″ O                                                                                 |              |
| Bild gesucht BW | ND04 | 1 Winterlinde (Tilia cordata)   | Schwalmtal     | Amern          | am Wegekreuz am Buschweg westlich der Ortschaft Linde 51° 13′ 13″ N, 6° 14′ 8,1″ O                                                                               |              |
| Bild gesucht BW | ND06 | 1 Stieleiche (Quercus robur)    | Schwalmtal     | Waldniel       | 100 m südlich des Gebäudes Ungerather Str. 327 (Vennbachhof), hinter einem Wegekreuz am Rand einer Weide an der Ungerather Straße 51° 11′ 48,6″ N, 6° 17′ 4,7″ O |              |